# Raión de Novo Sanzgary
Novo Sanzgary (en ucraniano: Новосанжарський район) es un raión o distrito de Ucrania en el óblast de Poltava. 
Comprende una superficie de 1300 km².
La capital es la ciudad de Novo Sanzgary.

## Demografía
Según estimación 2010 contaba con una población total de 36400 habitantes.

## Otros datos
El código KOATUU es 5323400000. El código postal 39300 y el prefijo telefónico +380 5344.